# 通滩镇
通滩镇，是中华人民共和国四川省泸州市江阳区下辖的一个乡镇级行政单位。2019年12月，撤销石寨镇，将其所属行政区域划归通滩镇管辖。

## 行政区划
通滩镇下辖以下地区：
通滩社区、长河村、猴岩村、威武村、雪坝村、双庙村、毗卢村、雨丰村、元平村、砖房村、开福村、丰光村、苏咀村、沱田村、国光村、魏坝村、母滩村、烂包冲村、三台咀村、宋湾村、大山村、大烛林村、陵园村、纪坝村、桐子山村和金宝山村。